# Frontside Ollie
Frontside Ollie è il primo singolo del cantante finlandese Robin, pubblicato il 16 gennaio 2012 come estratto dal suo primo album Koodi.

## Descrizione
La canzone è tra le più vendute in Finlandia su iTunes.
La canzone è entrata nella classifica finlandese nella 3ª settimana del 2012 e raggiunse la prima posizione.
Il video della canzone, girato da Marko Mäkilaakso e pubblicato sull'account di YouTube della casa discografica, ha ricevuto oltre tre milioni di visite.
Il brano è disco di platino in Finlandia.

## Tracce
1. Frontside Ollie – 3:02

## Classifica
| Classifica (2012)    | Posizione |
| -------------------- | --------- |
| Finlandia            | 1         |
| Finlandia (download) | 1         |